# Trachea olbreusei
Trachea olbreusei là một loài bướm đêm trong họ Noctuidae.